# Vitbrynad drillfågel
Vitbrynad drillfågel (Lalage leucomela) är en fågel i familjen gråfåglar inom ordningen tättingar.

## Utseende och läte
Vitbrynad drillfågel är en liten tätting med kort och tunn näbb. Hanen är svartaktig ovan, undertill svagt tvärbandad. Den har vidare tydliga vita vingband, ett tunt vitt ögonbrynsstreck och ljusorange undre stjärttäckare. Honan och ungfågeln har liknande mönster som hanen men är ljusare på ovansidan. Sången består av ett ljudligt drillande, därav namnet.

## Utbredning och systematik
Vitbrynad drillfågel förekommer från östra Indonesien österut till Bismarckarkipelagen i Papua Nya Guinea och söderut till Australien. Den delas in i hela 15 underarter med följande utbredning:
- Lalage leucomela keyensis – Kaiöarna (Kai Kecil, Kai Besar med flera)
- Lalage leucomela polygrammica – Aruöarna och östra Nya Guinea
- Lalage leucomela obscurior – D'Entrecasteaux-öarna
- Lalage leucomela trobriandi – Trobriandöarna
- Lalage leucomela pallescens – Louisiaderna (Misima och Tagula)
- Lalage leucomela falsa – Bismarckarkipelagen (Niu Briten, Umboi och hertig av York)
- Lalage leucomela karu – Nya Irland (Bismarckarkipelagen)
- Lalage leucomela albidior – New Hanover (Bismarckarkipelagen)
- Lalage leucomela ottomeyeri – Lihiröarna (Bismarckarkipelagen)
- Lalage leucomela tabarensis – Tabaröarna (Bismarckarkipelagen)
- Lalage leucomela sumunae – Dyaul Island (Bismarckarkipelagen)
- Lalage leucomela macrura – nordvästra Western Australia (West Kimberley Division)
- Lalage leucomela rufiventris – norra Northern Territory (Melvilleön, Arnhem Land, Groote Eylandt)
- Lalage leucomela yorki – norra Queensland (öar i södra Torres Strait och Kap Yorkhalvön)
- Lalage leucomela leucomela – östra Australien (centrala Queensland till centrala New South Wales)

Underarten trobriandi inkluderas ofta i obscurior. Mussaudrillfågel (Lalage conjuncta) behandlades tidigare som underart till vitbrynad drillfågel och vissa gör det fortfarande.

## Levnadssätt
Vitbrynad drillfågel hittas i tropisk och subtropisk regnskog, mangroveskogar och trädgårdar. Den födosöker i par eller småflockar på låg till medelhög höjd.

## Status och hot
Arten har ett stort utbredningsområde, men tros minska i antal, dock inte tillräckligt kraftigt för att den ska betraktas som hotad. Internationella naturvårdsunionen IUCN listar arten som livskraftig (LC).

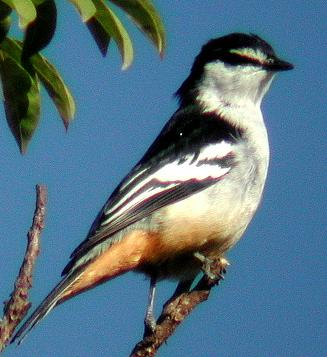
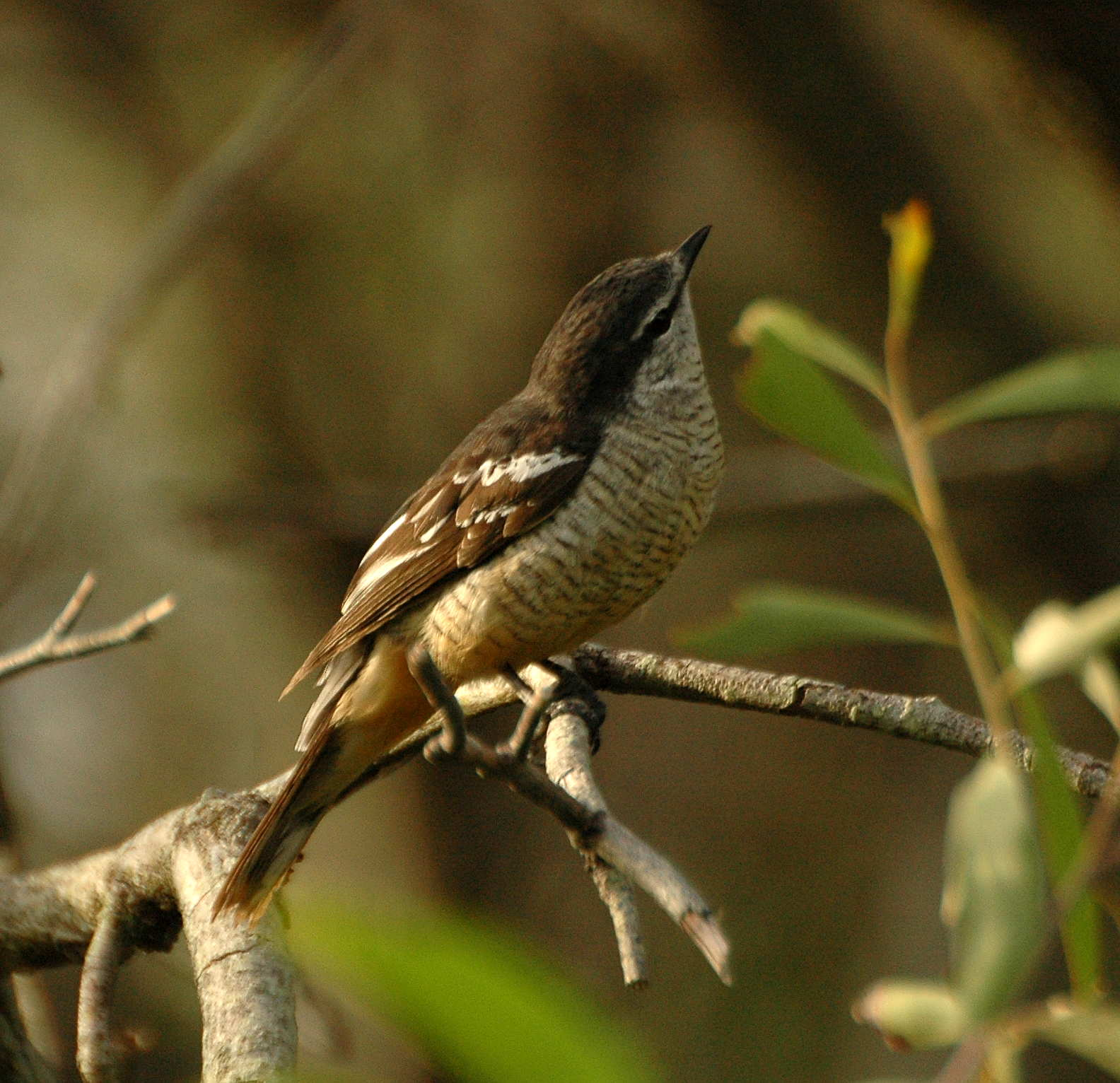